# موطن

ما تبقى من الموائل المجزأة من الفيل الأفريقي

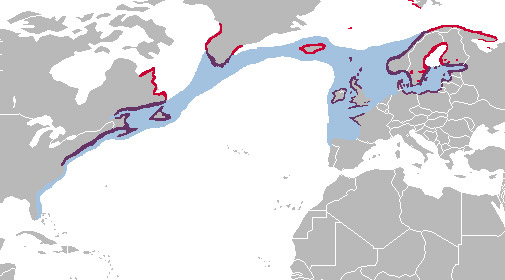
خريطة تظهر مدى توزع نوع من أنواع طيور النورس ومناطق التزاوج

الموطن أو المثوى أو بيئة أو موطن بيئى أو الموئل مصطلح يشير في علم البيئة إلى مجموعة الموارد والعوامل الفيزيائية والأحيائية الموجودة في منطقة ما، كالتي تدعم بقاء نوع معين وتكاثره. يمكن اعتبار موطن الأنواع تجسيدًا ماديًا لمكمنها البيئي، ولذا فإن «الموطن» مصطلح خاص بالأنواع، ويختلف اختلافًا جوهريًا عن مفاهيم مثل البيئة أو تجمعات الغطاء النباتي، والتي أكثر ما يلائمها مصطلح «نوع الموطن».
قد تشمل العوامل الفيزيائية على سبيل المثال: التربة والرطوبة ومعدل درجات الحرارة وشدة الضوء. بينما تنطوي العوامل الحيوية على توافر الغذاء ووجود المفترسات أو غيابها. لكل نوع متطلباته الخاصة المتعلقة بالموطن، إذ تتمتع الأنواع عامّة الموائل بالقدرة على الازدهار في مجموعة واسعة من الظروف البيئية، بينما تتطلب الأنواع متخصصة الموائل مجموعة محدودة للغاية من العوامل للبقاء على قيد الحياة. ليس بالضرورة أن ينحصر موطن أحد الأنواع بمنطقة جغرافية، إذ يمكن للموطن أن يكون باطن جذع أو حطب متعفن أو صخرة أو كتلة من الحزازيات. إذ يجد الكائن الطفيلي موطنه في جسد المضيف أو جزء من جسد المضيف (مثل الجهاز الهضمي) أو حتى خلية من خلايا جسد المضيف.
تندرج أنواع المواطن ضمن التصنيفات البيئية للبيئات المختلفة بناءً على خصائص منطقة جغرافية معينة، ولا سيما الغطاء النباتي والمناخ، لذا لا تشير أنواع المواطن إلى نوع واحد ولكن إلى أنواع متعددة تعيش في نفس المنطقة. إذ تشمل أنواع المواطن الأرضية مثلًا الغابات أو السهوب أو الأراضي العشبية أو شبه القاحلة أو الصحراوية. تشمل أنواع مواطن المياه العذبة المستنقعات والجداول والأنهار والبحيرات والبرك، بينما تشمل أنواع المواطن البحرية المستنقعات المالحة والسواحل ومناطق المد والجزر ومصبات الأنهار والشعاب المرجانية والخلجان والبحر المفتوح وقاع البحر وأعماق البحار والمنافس الحرمائية.
تتغير أنواع المواطن بمرور الوقت أحيانًا، وقد تشمل أسباب التغيير حدثًا عنيفًا (مثل ثوران بركان أو زلزال أو تسونامي أو حريق هائل أو تغيير في التيارات المحيطية)، أو قد يحدث التغيير بشكل تدريجي على مدى آلاف السنين مع حدوث تغيرات في المناخ، كتزايد الصفائح الجليدية والأنهار الجليدية أو تراجعها، كما تؤدي أنماط الطقس المختلفة إلى حدوث تغيرات في الهطول والإشعاع الشمسي. تنجم التغيرات الأخرى عن بعض الأنشطة البشرية التي تشمل مثلًا إزالة الغابات، وحرث الأراضي العشبية القديمة، وتحويل الأنهار وإقامة السدود، وتجفيف المستنقعات، وتجريف قاع البحر. يمكن أن يتسبب إدخال أنواع غريبة في آثار مدمرة على الحياة البرية الأصلية، من خلال زيادة الافتراس، أو التنافس على الموارد، أو من خلال إدخال الآفات والأمراض التي لا تتمتع الأنواع المحلية بمناعة ضدها.

## العوامل البيئية
تشمل العوامل البيئية الرئيسية التي تؤثر على تصنيف الكائنات الحية: درجة الحرارة والرطوبة والمناخ والتربة وشدة الضوء، وتوافر جميع المتطلبات التي يتوجب على العضوية الحصول عليها أو عدم توافرها. تعتمد المجتمعات الحيوانية بشكل عام على أنواع محددة من المجتمعات النباتية.
تتطلب بعض النباتات والحيوانات متطلبات معيشية تُلبّى ضمن مجموعة واسعة من المواقع، فقد عُثر مثلًا على فراشة أبو دقيق الملفوف الصغير في جميع قارات العالم باستثناء القارة القطبية الجنوبية. تتغذى يرقاتها على مجموعة واسعة من الكرنب والعديد من الأنواع النباتية الأخرى، وتزدهر في أي مكان مفتوح بمجتمعات نباتية متنوعة. تعدّ الفراشة الزرقاء الكبيرة أكثر تحديدًا في متطلباتها، فهي توجد في مناطق الرعي الطباشيرية وتتغذى يرقاتها على أنواع الزعتر، وبسبب متطلبات دورة حياتها المعقدة، فهي تعيش فقط في المناطق التي يعيش فيها نمل الميرميكا.
يعدّ حدوث الاختلال أو الاضطراب مهمًا في تشكل المواطن ذات التنوع البيولوجي. إذ أنه وفي غياب الاختلال سيتطور الغطاء النباتي للحد الأقصى ويمنع تشكل أنواع أخرى. تُزرع مروج الأزهار البرية أحيانًا من قبل حماة البيئة، لكن معظم النباتات المزهرة المستخدمة نباتات سنوية أو ثنائية الحول وتختفي بعد بضع سنوات مع غياب بقع الأرض العارية التي يمكن أن تنمو عليها شتلاتها.
تسمح الصواعق والأشجار المتساقطة في الغابات الاستوائية بالحفاظ على ثراء الأنواع مع تقدم الأنواع الرائدة لملء الفجوات الناشئة. وبالمثل، يمكن لعشب البحر أن يهيمن على أنواع المواطن الساحلية عندما يتخلخل قاع البحر بعاصفة فتنجرف الطحالب بعيدًا، أو قد يؤدي انتقال الرواسب إلى تعرض مناطق جديدة للاستعمار. تشمل الأسباب الأخرى للاضطراب اجتياح الأنواع الغازية المُدخلة لمنطقة ما، والتي لا يُضبط تكاثرها من قبل الأعداء الطبيعيين في الموطن الجديد.

## تغيّر الموطن
تتغير المناظر الطبيعية وأنواع المواطن المرتبطة بها بمرور الوقت سواء نجمت هذه التغيرات عن العمليات الطبيعية أو أنشطة الإنسان. هناك تغيرات جيومورفولوجية بطيئة مرتبطة بالعمليات الجيولوجية التي تسبب التقبب التكتوني والانخساف، والتغيرات الأسرع المرتبطة بالزلازل والانهيارات الأرضية والعواصف والفيضانات وحرائق الغابات وتآكل السواحل وإزالة الغابات والتغيرات في استخدام الأراضي. وكذلك التغييرات في أنواع المواطن الناجمة عن التغييرات في الممارسات الزراعية والسياحة والتلوث والتجزؤ والتغير المناخي.
يعد فقدان المواطن أكبر تهديد منفرد لأي نوع. فعندما تصبح الجزيرة التي يعيش عليها كائن مستوطن ما غير صالحة للاستيطان لسبب ما، ستنقرض الأنواع، وإن أي نوع من المواطن المحاطة بمواطن مختلفة يمكن اعتبارها كالجزيرة. إذ قُسمت الغابة إلى أجزاء بقطع الأشجار، وتشكلت بين كتل الغابات حدود من مسافات مُطهرة، وكانت المسافات بين الأجزاء المتبقية تفوق قدرة الحيوان الفردي على قطعها، ستصبح تلك الأنواع تحديدًا معرضة للخطر. تفتقر المجموعات الصغيرة عمومًا إلى التنوع الجيني، وقد تتعرض للتهديد المتزايد بالافتراس والمنافسة المتزايدة والمرض والكوارث غير المتوقعة.
يشجع ورود الضوء المتزايد عند حافة كل جزء من أجزاء الغابة على النمو الثانوي للأنواع سريعة النمو، وتكون الأشجار القديمة للغاية أكثر عرضة لقطع الأشجار مع تحسن الوصول إليها. تتأثر سلبًا الطيور التي تعشش في شقوقها والنباتات الهوائية التي تتدلى من فروعها واللافقاريات الموجودة في الأوراق المتساقطة ويقل التنوع البيولوجي. يمكن تحسين تجزئة المواطن إلى حد ما من خلال توفير محميات الحياة البرية التي تربط الأجزاء. إذ يمكنها أن تكون نهرًا أو خندقًا أو شريطًا من الأشجار أو سياجًا أو حتى نفقًا إلى طريق سريع. إذ لا يمكن للبذور أن تنتشر من دون هذه المحميات، ولا تستطيع الحيوانات- خاصة الصغيرة منها- التنقل عبر الأراضي المعادية، مما يعرض المجموعات لخطر الانقراض المحلي.
يمكن أن يكون لاضطرابات المواطن تأثيرات طويلة الأمد على البيئة. الشويعرة المتدلية نوع من الأعشاب القوية من أوروبا، وأُدخلت إلى الولايات المتحدة، فأصبحت نوعًا غازيًا. يتكيف هذا العشب بشكل كبير مع الحريق، وينتج كميات كبيرة من المخلفات القابلة للاشتعال ويزيد من تواتر حرائق الغابات وشدتها. وفي المناطق التي أُدخل إليها، غير من الاستجابة المحلية للحرائق إلى درجة أن النباتات الأصلية لم تعد تتحمل الحرائق المتكررة، لذا أصبح هذا العشب أكثر هيمنةً.
تشمل الأمثلة البحرية «انفجار تعداد» تجمعات قنافذ البحر في المياه الساحلية وتدميرها جميع الطحالب الكبيرة الموجودة. وتصبح غابة عشب البحر قاحلةً بسبب القنافذ، وقد تستمر كذلك لسنوات، ويمكن أن يكون لذلك تأثير عميق على السلسلة الغذائية. يمكن أن يؤدي استبعاد قنافذ البحر- عن طريق المرض مثلًا- إلى عودة الأعشاب البحرية، مع وفرة من عشب البحر سريع النمو.